# Orthosia nongenerica
Orthosia nongenerica là một loài bướm đêm trong họ Noctuidae.